# Blepharita dufayi
Blepharita dufayi là một loài bướm đêm trong họ Noctuidae.